# Happy Wars
Happy Wars is een gratis Xbox Live Arcade-actiespel ontwikkeld door Toylogic en uitgegeven op 12 oktober 2012. Het spel was alleen verkrijgbaar als Xbox Live Gold-lid op de Xbox 360, maar werd later ook uitgegeven op Microsoft Windows. Een Xbox One-versie werd op 24 april 2015 uitgebracht.

## Gameplay

### Multiplayer
Happy Wars is voor het grootste deel een online multiplayerspel waarbij twee teams van 15 personen elkaars bases moeten overnemen. Aan allebei de uiteindes van de map staan twee bases. Tussen deze bases in zitten een aantal punten die overgenomen kunnen worden door beide teams, zodat teamleden op die plek kunnen spawnen. Om te zorgen dat de vijandelijke basis is overgenomen moet de grote toren in het midden van het kasteel neergehaald worden met hamers. Maar om bij die toren te komen moet of de poort gesloopt worden, of moeten er ladders tegen de muur aan gebouwd worden.
De speler kan kiezen uit drie verschillende klassen, namelijk de Warrior, Cleric en Mage. De Warrior vecht met zwaard en schild en, de Cleric vecht met een hamer en kan teamleden helen, en de Mage vecht met krachten. Elke speler begint met een aantal basisaanvallen waarbij er meer vrijgespeeld kunnen worden naarmate de speler meer punten behaald. Elke klasse heeft ook zijn unieke "Team Skill" die gelanceerd kan worden met meerdere spelers. Hoe meer spelers meedoen aan dezelfde kracht, hoe sterker die is.

### Singleplayer
Singleplayer in Happy Wars bestaat uit een kleine campaign met een verhaal over een prinses die ontvoerd wordt, en gered moet worden. De singleplayer is echter maar een klein deel van Happy Wars. Om de campaign-missies vrij te spelen moet de speler een bepaalde rang behaald hebben in de multiplayer.